# Мерсер (округ, Іллінойс)
Шаблон:StateAbbr_ 41°12′ пн. ш. 90°44′ зх. д. / 41.2° пн. ш. 90.74° зх. д.
Округ  Мерсер (англ. Mercer County) — округ (графство) у штаті  Іллінойс, США. Ідентифікатор округу 17131.

## Історія
Округ утворений 1825 року.

## Демографія
За даними перепису 
2000 року 
загальне населення округу становило 16957 осіб, зокрема міського населення було 3591, а сільського — 13366.
Серед мешканців округу чоловіків було 8346, а жінок — 8611. В окрузі було 6624 домогосподарства, 4914 родин, які мешкали в 7109 будинках.
Середній розмір родини становив 2,96.
Віковий розподіл населення поданий у таблиці:
| Стать    | До 15 років | 15-21 | 22-29 | 30-39 | 40-49 | 50-65 | 65-85 | Понад 85 |
| -------- | ----------- | ----- | ----- | ----- | ----- | ----- | ----- | -------- |
| Чоловіки | 1736        | 837   | 682   | 1083  | 1351  | 1490  | 1037  | 130      |
| Жінки    | 1656        | 770   | 617   | 1230  | 1262  | 1541  | 1293  | 242      |

## Суміжні округи
- Рок-Айленд — північ
- Генрі — схід
- Нокс — південний схід
- Воррен — південь
- Гендерсон — південь
- Де-Мойн, Айова — південний захід
- Луїза, Айова — захід

## Виноски
1. ↑  U.S. Decennial Census. United States Census Bureau. Архів оригіналу за 12 травня 2015. Процитовано 7 липня 2014.
2. ↑  Historical Census Browser. University of Virginia Library. Архів оригіналу за 11 серпня 2012. Процитовано 7 липня 2014.
3. ↑  Population of Counties by Decennial Census: 1900 to 1990. United States Census Bureau. Архів оригіналу за 24 квітня 2014. Процитовано 7 липня 2014.
4. ↑  Census 2000 PHC-T-4. Ranking Tables for Counties: 1990 and 2000 (PDF). United States Census Bureau. Архів оригіналу (PDF) за 18 грудня 2014. Процитовано 7 липня 2014.
5. ↑  State & County QuickFacts. United States Census Bureau. Архів оригіналу за 7 червня 2011. Процитовано 7 липня 2014.(англ.) Наведено за англійською вікіпедією.
6. ↑  American FactFinder. Бюро перепису населення США. Архів оригіналу за 26 лютого 2012. Процитовано 31 січня 2008.

| США | Це незавершена стаття з географії США. Ви можете допомогти проєкту, виправивши або дописавши її. |